# Col de Perjuret
De Col de Perjuret is een bergpas in de Cevennen (Centraal Massief) in het Franse departement Lozère. De pas ligt aan de voet van de Mont Aigoual, de op een na hoogste berg van de Cevennen. De pasweg vormt een verbinding tussen de valleien van de Jonte in het zuidwesten en die van de Tarnon in het noordoosten. De Jonte en de Tarn komen opnieuw samen aan de westzijde van de Causse Méjean bij Le Rozier.
Ten noord(west)en van de pas ligt de Causse Méjean. Naar het zuiden stijgt de weg verder door tot de top van de Mont Aigoual. De route van het massief van de Mont Aigoual naar de Causse Méjean werd eeuwenlang gevolgd door transhumance kuddes schapen van de Languedoc naar de Margeride (vanuit de vallei van de Hérault via Valleraugue, Col de Prat Peyrot, Col de Perjuret en de Causse Méjean).